# Phyllophaga chiapas
Phyllophaga chiapas är en skalbaggsart som beskrevs av Saylor 1943. Phyllophaga chiapas ingår i släktet Phyllophaga och familjen Melolonthidae. Inga underarter finns listade i Catalogue of Life.